# آهسه (رود)
آهسه (به آلمانی: Ahse) یک رود در آلمان است که در نوردراین-وستفالن واقع شده‌است.